# Sphedanus
Genre
Synonymes
- Eurychoera Thorell, 1897

Sphedanus est un genre d'araignées aranéomorphes de la famille des Pisauridae.

## Distribution
Les espèces de ce genre se rencontrent en Asie du Sud-Est et en Asie de l'Est.

## Liste des espèces
Selon World Spider Catalog (version 17.0, 07/05/2016) :
- Sphedanus banna (Zhang, Zhu & Song, 2004)
- Sphedanus quadrimaculatus (Thorell, 1897)
- Sphedanus undatus Thorell, 1877

## Publication originale
- Thorell, 1877 : Studi sui Ragni Malesi e Papuani. I. Ragni di Selebes raccolti nel 1874 dal Dott. O. Beccari. Annali del Museo Civico di Storia Naturale di Genova, vol. 10, p. 341-637  (texte intégral).